# Rolf Werner Juhle
Rolf Werner Juhle (* 1929 in Ironsides, Maryland; † vermutlich 8. September 1953 im Valley of Ten Thousand Smokes) war ein US-amerikanischer Vulkanologe und Geologe.
Er war der Sohn von Bernward C. (1900–1955) und Lisa M. Juhle (1901–1994). Nach einem Studium an der Johns Hopkins University in Baltimore promovierte er 1953 mit einer Dissertation über den Mount Iliamna in Alaska. Anschließend war er für die National Geodetic Survey und den National Research Council tätig und behielt seinen Forschungsschwerpunkt im nördlichsten Bundesstaat der Vereinigten Staaten bei.
Der 1980 ausgewiesene heutige Katmai-Nationalpark war zur Zeit Juhles noch als National Monument klassifiziert und weitgehend unerschlossen. Zwischen 1953 und 1954 eruierten mehrere Expeditionen und Studien unter Führung der Alaska Recreation Survey und mit Beteiligung zahlreicher anderer Institutionen im Rahmen des „Katmai Project“ die Entwicklungsmöglichkeiten des Gebietes. Dabei sollten langfristige Pläne zu drei spezifischen Zielen erstellt werden:
1. Der Schutz von Alaskas landschaftlicher, wissenschaftlicher, historischer und anderer Erholungsressourcen.
2. Die Ausarbeitung von Park- und Erholungseinrichtungen.
3. Die Entwicklung touristischer Einrichtungen.

Juhle verbrachte die zweite Junihälfte 1953 zusammen mit Howel Williams, Garniss Curtis und Ronald W. Kistler am Oberlauf des Gletscherbaches Knife Creek im Valley of Ten Thousand Smokes. Von dort aus erkundeten sie den Mount Katmai und den Trident. Während des Sommers setzten er und Kistler diese Untersuchungen fort. Am 8. September (nach anderen Quellen am 31. August) kehrte Juhle von einer Solo-Tour nicht zurück. Nach seinem Verschwinden lief eine umfangreiche Suchaktion an. Sein Leichnam wurde jedoch nie gefunden. Eine Rettungshundestaffel verlor am reißenden Knife Creek die Witterung, sodass man davon ausging, dass der Vulkanologe dort ertrunken ist. Am 17. September stellten Angehörige der United States Navy die Suche endgültig ein.
Rolf Werner Juhle wird mit einer Inschrift auf dem Grabstein seiner Eltern auf dem Christ Church Durham Parish Cemetery in seiner Heimatstadt gedacht. Darüber hinaus sind mit dem 1527 Meter hohen Mount Juhle im Katmai-Nationalpark (58° 22′ 45″ N, 155° 09′ 30″ W) ein Berg und mit dem Juhle Fork ein Seitenarm des Knife Creek nach ihm benannt.

## Publikationen (Auswahl)
- R. Juhle: Iliamna volcano and its basement. Baltimore 1953.
- H. Williams, G. Curtis, R. Juhle: Mount Katmai and the Valley of Ten Thousand Smokes, Alaska (a new interpretation of the great eruptions of 1912). In: Proceedings of the 8th Pacific Science Congress (Quezon City, Philippines). Vol. II, 1953, S. 129.
- G. Curtis, H. Williams, R. Juhle: Evidence against assimilation of andesite by rhyolite in the Valley of 10,000 Smokes. In: Transactions of the American Geophysical Union. Vol. 35, № 2, 1954, S. 378.
- E. Muller, R. Juhle, H. Coulter: Current volcanic activity in Katmai National Monument. In: Science. Vol. 119, 1954, S. 319–321.
- R. Juhle, H. Coulter: The Mount Spurr eruption, July 9, 1953. In: Transactions of the American Geophysical Union. Vol. 36, № 2, 1955, S. 199–202.
- J. Donnay: The geological studies of Rolf Werner Juhle (1929–1953)—in memoriam. In: Journal of Geological Education. Vol. 4, № 2, Pt. 1, 1956, S. 47–51.